# The Times of India

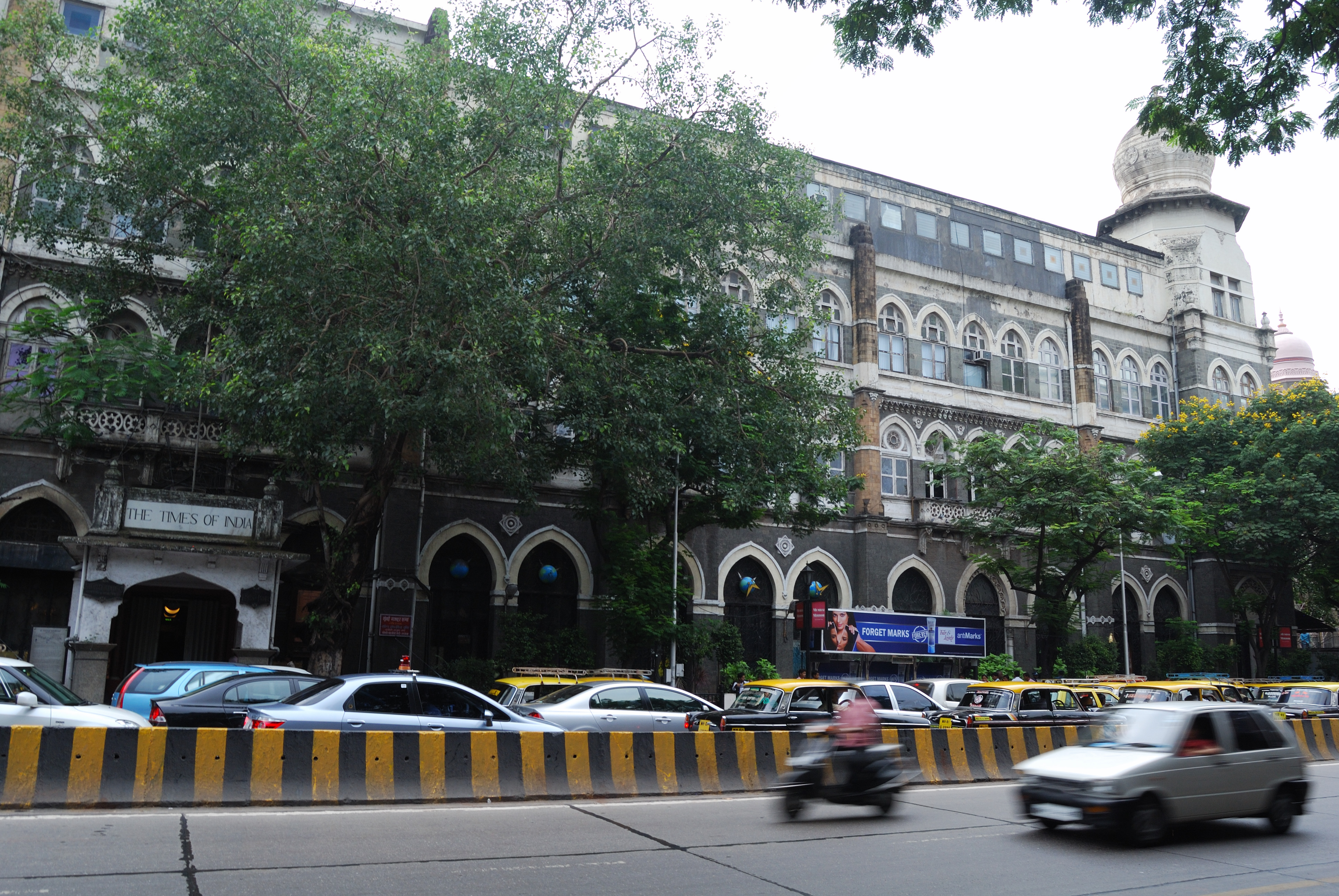
De hoofdvestiging van The Times of India, in Mumbai.

The Times of India is de grootste krant van India (oplage in 2013 ruim 3.3 miljoen exemplaren) en daarmee ook het grootste Engelstalige dagblad van het land. Hij verschijnt op broadsheet formaat. Met zo'n 7,6 miljoen lezers (schatting uit 2012) is het de meest gelezen krant van India. Hij is eigendom van Bennett, Coleman & Co.. Deze mediagroep is met andere groepen, onder de naam The Times Group, ook de uitgever van veel andere, ook anderstalige, kranten. The Times of India heeft edities in alle belangrijke steden. Het is een conservatief dagblad.

## Geschiedenis
De krant verscheen voor het eerst op 3 november 1838, onder de naam The Bombay Times and Journal of Commerce. Het blad kwam tot 1850 twee keer per week uit, daarna elke dag. Na een fusie met de rivaal Bombay Standard en de daarmee gepaard gaande nieuwe titel Times and Standard veranderde de toenmalige eigenaar Robert Knight in 1861 de naam in The Times of India. Knight was in die tijd ook een persagentschap begonnen, dat nieuws van zijn krant distribueerde, onder meer aan Reuters. In de decennia erna veranderde The Times of India verschillende keren van eigenaar. In 1892 kwam hij in handen van Thomas Bennett en Frank Morris Coleman. In 1946 verkocht de onderneming de krant aan suikermagnaat Ramkrishna Dalmya, die hem kort daarna aan zijn schoonzoon overdeed. Begin jaren zestig ging deze schoonzoon de gevangenis in en nam de Indiase regering het beheer over, waarbij een deel van de directie werd vervangen. Een rechter van het Hooggerechtshof in Bombay werd de voorzitter. Tijdens de Noodtoestand in 1976 droeg de regering de krant weer over aan de familie.